# ИК Браге
Идротсклубен Браге (на шведски: Idrottsklubben Brage) е шведски футболен отбор от град Борленге. Играл е 18 сезона в първото ниво на шведския футбол Алсвенскан. От 2010 г. се състезава се във второто ниво на шведския футбол групата Суперетан.

## Успехи
- Купа на Швеция  (1): 1979–80 г.

## Европейски турнири
Участвал е в турнирите за купата на УЕФА и Интертото.

## Български футболисти
- Емил Спасов: 1985/86 - (9 мача - 0 гола)
- Пламен Николов: 1986/90 - (78 мача - 1 гол)